# فالنتاين فابر
فالنتاين فابر (بالفرنسية: Valentine Fabre)‏ هي طبيبة عسكرية فرنسية، ولدت في 26 سبتمبر 1976.